# 朱麟
朱麟（1490年—？），字子仁，號芝山，江西吉安府萬安縣人，民籍，明朝政治人物。

## 生平
嘉靖元年（1522年）壬午科江西鄉試第十七名舉人。嘉靖八年（1529年）中式己丑科會試第一百十九名，登第二甲第十三名進士。授主事，歷升郎中，官浙江金華府知府。升提学副使，二十九年庚戌致仕。

## 家族
曾祖朱元飾；祖父朱祖貴，曾任義官；父朱憲，曾任訓導。母劉氏；繼母徐氏。具庆下。